# Godardia
Godardia är ett släkte av fjärilar. Godardia ingår i familjen praktfjärilar.

## Dottertaxa tillGodardia, i alfabetisk ordning[1]
- Godardia amakosa
- Godardia ansellica
- Godardia ansorgei
- Godardia antoninus
- Godardia babingtoni
- Godardia birbirica
- Godardia burgeoni
- Godardia catalai
- Godardia celadon
- Godardia claudiae
- Godardia crossleyi
- Godardia depuncta
- Godardia eurinome
- Godardia gabonicus
- Godardia intermedia
- Godardia johnsoni
- Godardia madagascariensis
- Godardia magnifica
- Godardia meruensis
- Godardia niepelti
- Godardia radiata
- Godardia rubiginea
- Godardia schatzi
- Godardia tiberiella
- Godardia tiberius
- Godardia trajanus
- Godardia wakefieldii
- Godardia vansomereni